# La fine di tutte le cose (Miéville)
La fine di tutte le cose (Kraken) è un romanzo fantasy del 2010 dello scrittore britannico China Miéville.

## Trama
Al Natural History Museum di Londra scompare un rarissimo esemplare di calamaro gigante lungo quaranta piedi. La sparizione è insolita e apparentemente senza spiegazioni plausibili. Si tratta solo del primo di una serie di eventi che sconvolgeranno la tetra metropoli britannica. 
Durante le indagini per il ritrovamento del raro animale saranno coinvolti vari gruppi, tra cui un addetto del museo abbastanza ingenuo, una squadra segreta della polizia metropolitana di Londra, organizzazioni criminali e vari culti religiosi.

## Riconoscimenti
Il romanzo ha vinto il premio Locus per il miglior romanzo fantasy nel 2011 e il Premio Masterton per il miglior romanzo tradotto nel 2014.

## Edizioni
- China Miéville, La fine di tutte le cose, traduzione di Annarita Guarnieri, Narrativa, Fanucci, 2018,  p. 512, ISBN 978-88-347-3683-8.